# Monarchie limitée
La monarchie limitée est un régime politique dans lequel, conformément au principe monarchique, le monarque est souverain mais, par une constitution octroyée, confie une part de l'exercice du pouvoir législatif à une ou plusieurs assemblées. Cette définition pose cependant un problème puisqu'en définissant l'Angleterre du Bill of Rights comme une monarchie limitée, on est en présence d'un régime sans constitution stricto sensu : les juristes et politistes ne sont pas toujours rigoureux avec la matière historique dont ils disposent.
La monarchie limitée se distingue de la « monarchie apparente » — comme celle établie en France par la constitution de 1791 — ou « régime à exécutif monarchique » — comme celui établi en Belgique par la constitution de 1831.

## France
La monarchie limitée est le régime politique établi par la charte constitutionnelle octroyée par Louis XVIII le 4 juin 1814.

## Allemagne
Selon l'article 57 de l'acte de la Confédération germanique, la monarchie limitée était le régime politique des États membres, à l'exception des quatre villes libres.
Les constitutions suivantes établirent des monarchies limitées :
- la charte constitutionnelle du royaume de Bavière, octroyée par le roi Maximilien le 26 mai 1818 ;
- la charte constitutionnelle du grand-duché de Bade, octroyée par le grand-duc Charles II, le 22 août 1818.

## Japon
La constitution de l'empire du Japon, promulguée le 11 février 1889, établit une monarchie limitée.